# Anders Post
Anders Mårten Post, född 28 november 1945, är en svensk skämttecknare och författare.
Under vinjetten Dagens Post har han publicerats i Resumé, Tidningen Land, Sydsvenskan, Sundsvalls Tidning, Karlstads-Tidningen med flera.